# Classement mondial féminin de hockey en salle
Le Classement mondial féminin de hockey en salle est un système de classement pour les équipes nationales féminines de hockey en salle. Les équipes des nations membres de la Fédération internationale de hockey (FIH), l'instance dirigeante mondiale du hockey en salle, sont classées en se basant sur leurs résultats du match. Les classements ont été introduits en octobre 2003.

## Mode de calcul

### Aperçu
Les matchs de la Coupe du monde sont reconnus par la FIH, y compris les matches continentaux disputés au cours des trois dernières éditions, sont inclus dans le calcul des points de classement. Cependant, les résultats passés seront déduits du pourcentage fixé par la FIH comme le montre le tableau ci-dessous:
| Année         | Pourcentage de points inclus |
| ------------- | ---------------------------- |
| Édition 3     | 100%                         |
| Édition 2     | 50%                          |
| Édition 1     | 25%                          |
| Points totaux |                              |

### Championnats continentaux
La FIH avait fixé des points de classement alloués pour tous les tournois continentaux. Cependant, un pourcentage de points différent pour chaque continent a soulevé des questions sur le système. Seule l'Europe avait une allocation complète de 100% de points pour toutes les classifications tandis que les autres n'avaient que quelques finisseurs avec une allocation complète de points.

## Top 20 actuel
Le classement mondial FIH, au 10 février 2025, s'établit comme suit :
| Classement | Équipe           | Score total | +/- Positions |
| ---------- | ---------------- | ----------- | ------------- |
| 1          | Autriche         | 1900        | 2             |
| 2          | Tchéquie         | 1813        | en stagnation |
| 3          | Pologne          | 1775        | 7             |
| 4          | Allemagne        | 1700        | 2             |
| 5          | Belgique         | 1425        | 3             |
| 6          | Australie        | 1350        | 1             |
| 7          | États-Unis       | 1300        | 2             |
| 8          | Namibie          | 1260        | 4             |
| 9          | Afrique du Sud   | 1225        | 2             |
| 10         | Ukraine          | 975         | 6             |
| 11         | Pays-Bas         | 950         | 10            |
| 12         | Thaïlande        | 925         | 6             |
| 13         | Nouvelle-Zélande | 840         | 2             |
| 14         | Kazakhstan       | 672         | 3             |
| 15         | Espagne          | 600         | 1             |
| 16         | Suisse           | 563         | 2             |
| 17         | Croatie          | 500         | 9             |
| 18         | Canada           | 413         | 5             |
| 19         | Turquie          | 375         | en stagnation |
| 20         | Irlande          | 350         | en stagnation |